# Confederazione di Madya-as
La Confederazione di Madya-as era uno Stato filippino prespagnolo nella regione delle isole di Visayas. Fu fondata nel XIII secolo dai ribelli guidati da Datu Puti, in fuga dal Rajah Makatunao del Borneo.
Questa confederazione semidemocratica era governata da Re o monarchi chiamati Datu e raggiunse il suo apice durante il XV secolo sotto la guida di Datu Padojinog quando fece guerra all'Impero cinese, il Rajanato di Butuan e i sultanati di Sulu e Maguindanao.
Fu minacciata dai regni di Maynila e Tondo per poi essere integrata nell'impero spagnolo attraverso i patti e i trattati di Miguel López de Legazpi e suo nipote Juan de Salcedo. 
Durante il tempo della sua ispanizzazione, le principalità della confederazione erano già sviluppate in insediamenti con distinte strutture sociali, culturali e religiose.
Tra le prove archeologiche l'esistenza della nazione Hiligaynon sono artifatti trovati in tombe pre-ispaniche da molte parti dell'isola, che sono ora mostrate al museo Iloilo nella città di Iloilo.
Un'altra testimonianza dell'antichità di questa civiltà è il più antico e lungo poema epico della regione, conosciuto come lo Hinilawod.

## I Datu di Madyaas
| Comandante      | Capitale               | Dal        | Al   |
| --------------- | ---------------------- | ---------- | ---- |
| Datu Puti       | Aklan                  | circa 1200 | 1212 |
| Datu Sumakwel   | Malandong (Antique)    | 1213       | ?    |
| Datu Bangkaya   | Aklan                  | ?          | ?    |
| Datu Paiburong  | Irong-Irong            | ?          | ?    |
| Datu Balengkaka | Aklan                  | ?          | ?    |
| Datu Kalantiaw  | Batan                  | 1365       | 1437 |
| Datu Manduyog   | Batkcan                | 1437       | ?    |
| Datu Padojinog  | Irong-Irong ora Iloilo | ?          | ?    |
| Datu Kabnayag   | Kalibo                 | ?          | 1565 |
| Datu Lubay      | San Joaquin            | ?          | ?    |